# Sum (Mongolië)

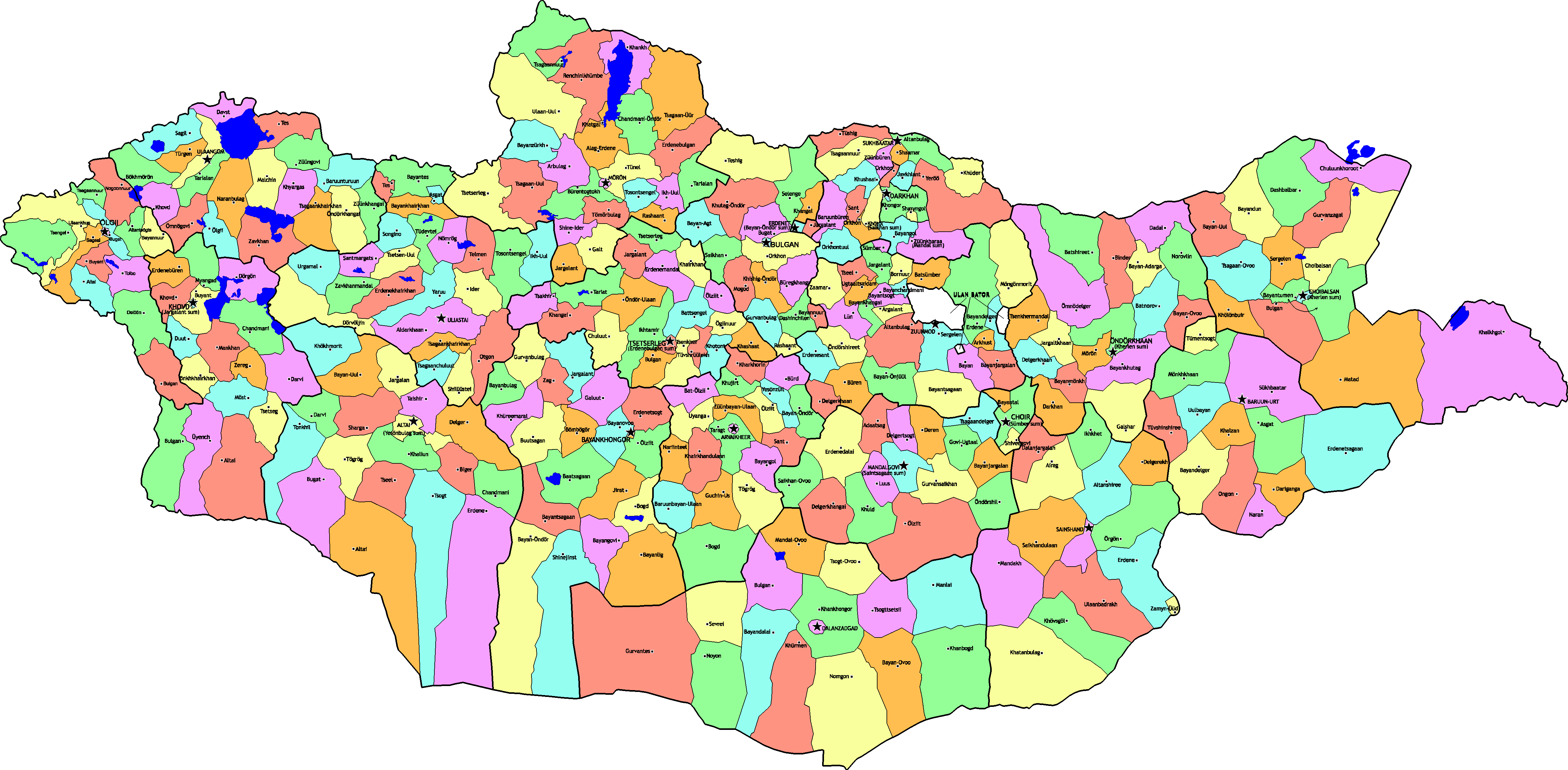
Indeling in sums

Een sum, meervoud sumd of sumuud. (Mongools: сум) (Nederlands: pijl, vergelijkbaar met een district) is in Mongolië de tweede bestuurslaag onder ajmguud (provincies). Mongolië telt 315 sumd. Gemiddeld omvat een sum 4200 km² en ongeveer 5000 inwoners.
Een sum kan onderverdeeld zijn in (virtuele) bags, bedoeld voor de verdeling van gebied onder families van nomaden.